# Лола Пањани
Ана Лола Пањани Ставрос (итал. Anna Lola Pagnani Stavros; Рим, Италија, 3. април 1972) је италијанска глумица.
Рођена је у Риму као Ана Лола Пањани Ставрос, ћерка писца и сценаристе Енца Паганија. Са 17 година дипломирала је савремени плес у Паризу. Била је прва плесачица Опере Минхен. Након Минхена каријеру је наставила у Њујорк. Студирала је глуму у њујоршком ХБ Студију, након чега се враћа у родну Италију.
У Италији је радила са познатим именима светског филма као што су Еторе Скола, Ђулијо Базе, Лина Вертмилер, такође је глумила у филмовима Спајк Лија, Џон Туртуроа и Ејбела Фераре. Две године је радила на пројекту Maurizio Costanzo Show.
Сарађивала је са Ђанијем Батистом пишући текство о Мухамеду Алију, Шели Винтерс и Стивену Сигалу.
Однедавно се почела бавити филмским пројектом који ће за тему имати неправду у свету.
Лола течно говори италијански, француски, шпански и енглески језик.

## Филмографија
| Улоге Лола Пањани |              |                         |       |          |  |
| Година            | Српски назив | Изворни назив           | Улога | Напомена |  |
| 1995              |              |                         |       | -        |  |
| 1996              |              |                         |       | -        |  |
| 1996              |              | -{Ninfa plebea          |       |          |  |
| 1999              |              | -{Ferdinando e Carolina |       |          |  |
| 1999.             |              |                         |       | -        |  |
| 2002              |              |                         |       |          |  |
| 2003              |              |                         |       |          |  |
| 2007              |              |                         |       |          |  |

### Телевизија
| Улоге Лола Пањани |              |               |       |          |
| Година            | Српски назив | Изворни назив | Улога | Напомена |
| 1995              |              |               |       |          |
| 1998              |              |               |       | -        |
| 1998              |              | (1998)        |       |          |
| 2000              |              | -{ (2000)     |       |          |
| 2001              |              |               |       | -        |
| 2001              |              |               |       |          |
| 2005              |              | -{ (2005)     |       |          |
| 2005              |              |               |       |          |
| 2006              |              |               |       |          |
| 2006              |              | -{ (2006) -   |       |          |

### Позориште
| Улоге Лола Пањани |              |               |       |          |
| Година            | Српски назив | Изворни назив | Улога | Напомена |
| 1996              |              |               |       |          |
| 1997              |              |               |       |          |
| 1987              |              |               |       |          |